# McLaren MCL35
O McLaren MCL35 é o modelo de carro de corrida construído pela McLaren para competir no Campeonato Mundial de Fórmula 1 de 2020, assim como o seu antecessor, foi pilotado por Carlos Sainz Jr. e Lando Norris. O MCL35 é o último carro da McLaren equipado com motor Renault, pois os propulsores franceses serão substituídos pelos motores Mercedes a partir da temporada de 2021. A McLaren afirmou que pouco do projeto do carro usado na temporada de 2019, o MCL34, seria transferido para o novo carro, que foi projetado com um novo "conceito". O lançamento do MCL35 ocorreu em 13 de fevereiro e sua estreia estava inicialmente programada para acontecer no Grande Prêmio da Austrália de 2020, mas devido a pandemia de COVID-19, sua estreia ocorreu somente no Grande Prêmio da Áustria, a primeira prova da temporada de 2020.
A pandemia também causou o adiamento dos regulamentos técnicos que estavam planejados para serem introduzidos em 2021. Com isso, sob um acordo entre as equipes e a FIA, os carros com especificações de 2020 — incluindo o MCL35 — terão sua vida útil estendida para competir em 2021, com a McLaren produzindo um chassi atualizado denominado McLaren MCL35M.